# Copa Rubro-Verde de 2019
A Copa Rubro-Verde de 2019 foi a segunda edição da Copa Rubro-Verde e contou com 5 clubes: Portuguesa-SP, Portuguesa Santista, Portuguesa-RJ, Portuguesa Londrinense e Marítimo. As partidas ocorreram no  Rio de Janeiro e  São Paulo A Portuguesa-RJ se tornou bicampeã.

## Participantes
- Portuguesa
- Portuguesa Santista
- Portuguesa
- Portuguesa Londrinense
- Marítimo

## Regulamento
Primeira fase: Dois grupos: Um com três e outro com duas equipes.
Segunda fase: Semifinal
Terceira fase: Final

## Jogos

### Grupo A
| 3 de janeiro | Portuguesa-RJ                     | 4 – 0 | Portuguesa-PR | Estádio Luso Brasileiro, Rio de Janeiro |
| 16:00        | Muniz · Rodrigo Andrade, · Nilson |       |               |                                         |

| 5 de janeiro | Portuguesa-PR           | 2 – 2 | Marítimo                       | Estádio Luso Brasileiro, Rio de Janeiro |
| 16:00        | Gabriel 45+4' · Yan 55' |       | 61' Erick · 76' Luan Conceição |                                         |

| 8 de janeiro | Portuguesa-RJ                             | 3 – 0 | Marítimo | Estádio Luso Brasileiro, Rio de Janeiro |
| 16:00        | Everton Sena · Rodrigo Andrade · Denilson |       |          |                                         |

### Grupo B
| Domingo, 6 de janeiro | Portuguesa      | 1 – 1       | Portuguesa Santista | Estádio do Canindé, São Paulo |
| 17:00                 | Anderson Cavalo | [Relatório] | Rodriguinho         |                               |

|  |       | Penalidades |
|  | 4 – 1 |             |

### Semifinal
| 11 de janeiro | Portuguesa-RJ | 3 – 1 | Portuguesa Santista | Estádio Luso Brasileiro, Rio de Janeiro |
| 15:00         |               |       |                     |                                         |

| 11 de janeiro | Portuguesa | 0 – 2 | Marítimo | Estádio Luso Brasileiro, Rio de Janeiro |
| 17:00         |            |       |          |                                         |

### Final
| 13 de janeiro | Portuguesa-RJ | 3 – 0 | Marítimo | Estádio Luso Brasileiro, Rio de Janeiro |
| 16:00         |               |       |          |                                         |

| Portuguesa-RJ | Marítimo |